# Pidžinski iha jezik
Pidžinski iha jezik (ISO 639-3: ihb), pidžinski jezik temeljen na transnovogvinejskom jeziku iha, kojim se služi nepoznat broj ljudi na poluotoku Bomberai u Indonezijskom dijelu Nove Gvineje.
Koristi se isključivo kao drugi jezik, pretežno za potrebe trgovine

## Vanjske poveznice
- Ethnologue (14th)
- Ethnologue (15th)